# Equipe mauriciana na Copa Davis
A equipe mauriciana na Copa Davis representa Maurícia na Copa Davis, principal competição de tênis masculina por equipes do mundo. É administrada pela Mauritius Tennis Federation.